# Vanneau à éperons
Vanellus spinosus
Espèce
Statut de conservation UICN

 LC  : Préoccupation mineure
Le Vanneau à éperons (Vanellus spinosus) est une espèce d'oiseaux échassiers de la famille des Charadriidae.

## Description
L'oiseau doit son nom à un éperon caché dans chacune de ses ailes qu'il utiliserait quelquefois pour se défendre lorsqu'il se sent menacé.
Le vanneau éperonné a la tête noire jusqu’en dessous de l'œil, puis une zone blanche qui s’étend de part et d’autre sur la poitrine. Le reste du dessous est noir, et le dos grisâtre. La queue est noire aussi.
L'espèce est bruyante et lance des séries perçantes et saccadées de pitt ou tick.

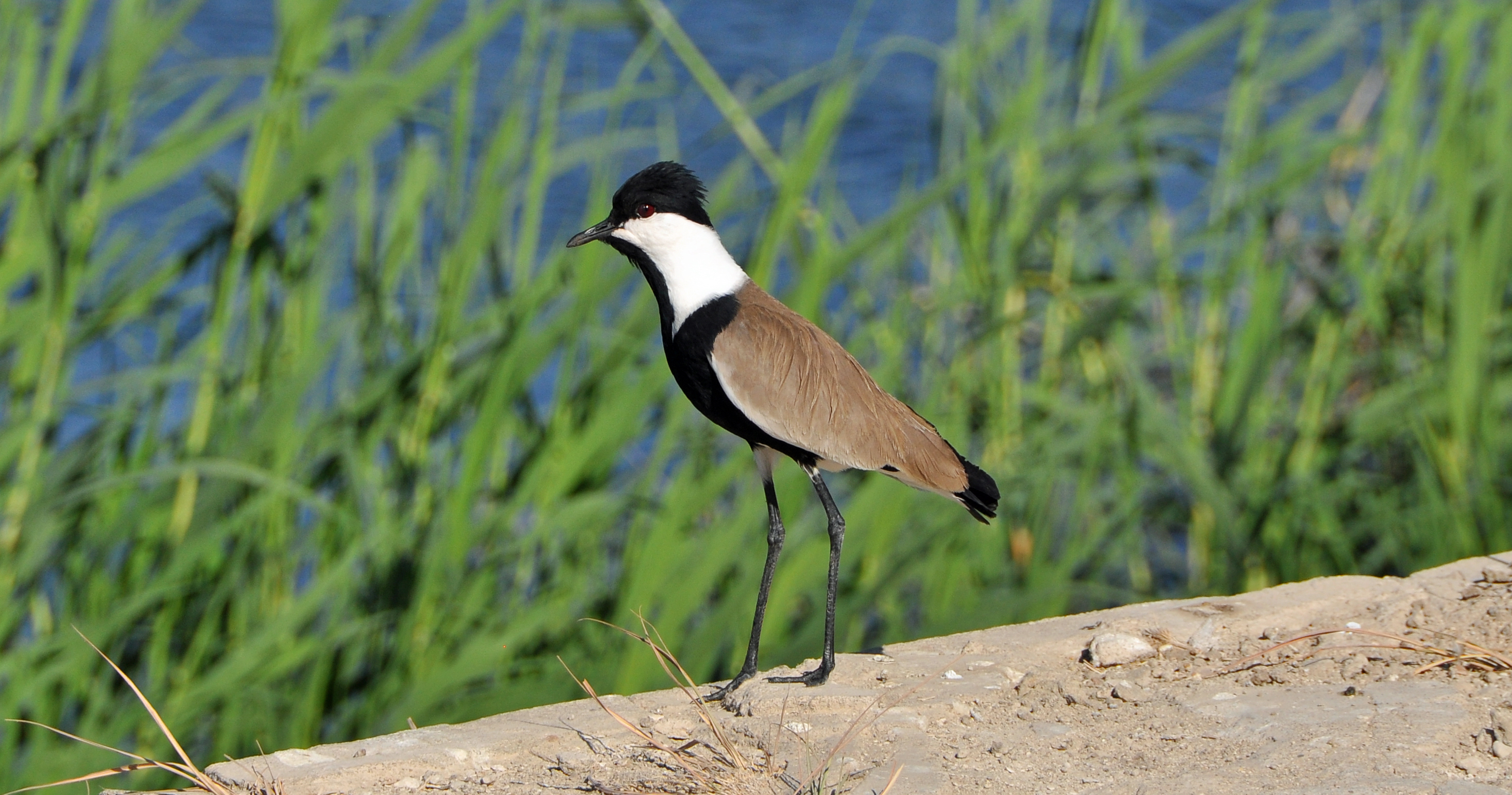
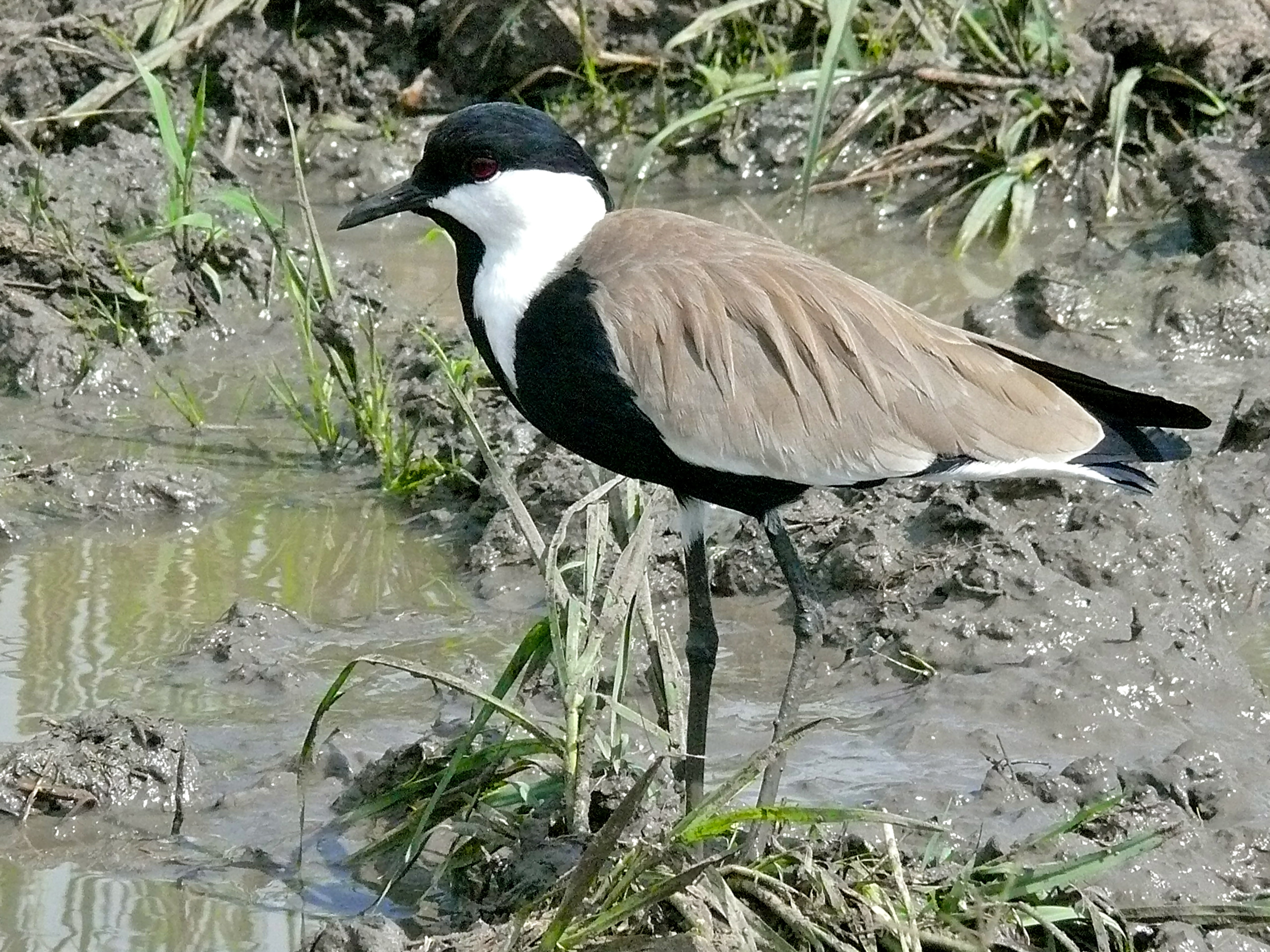
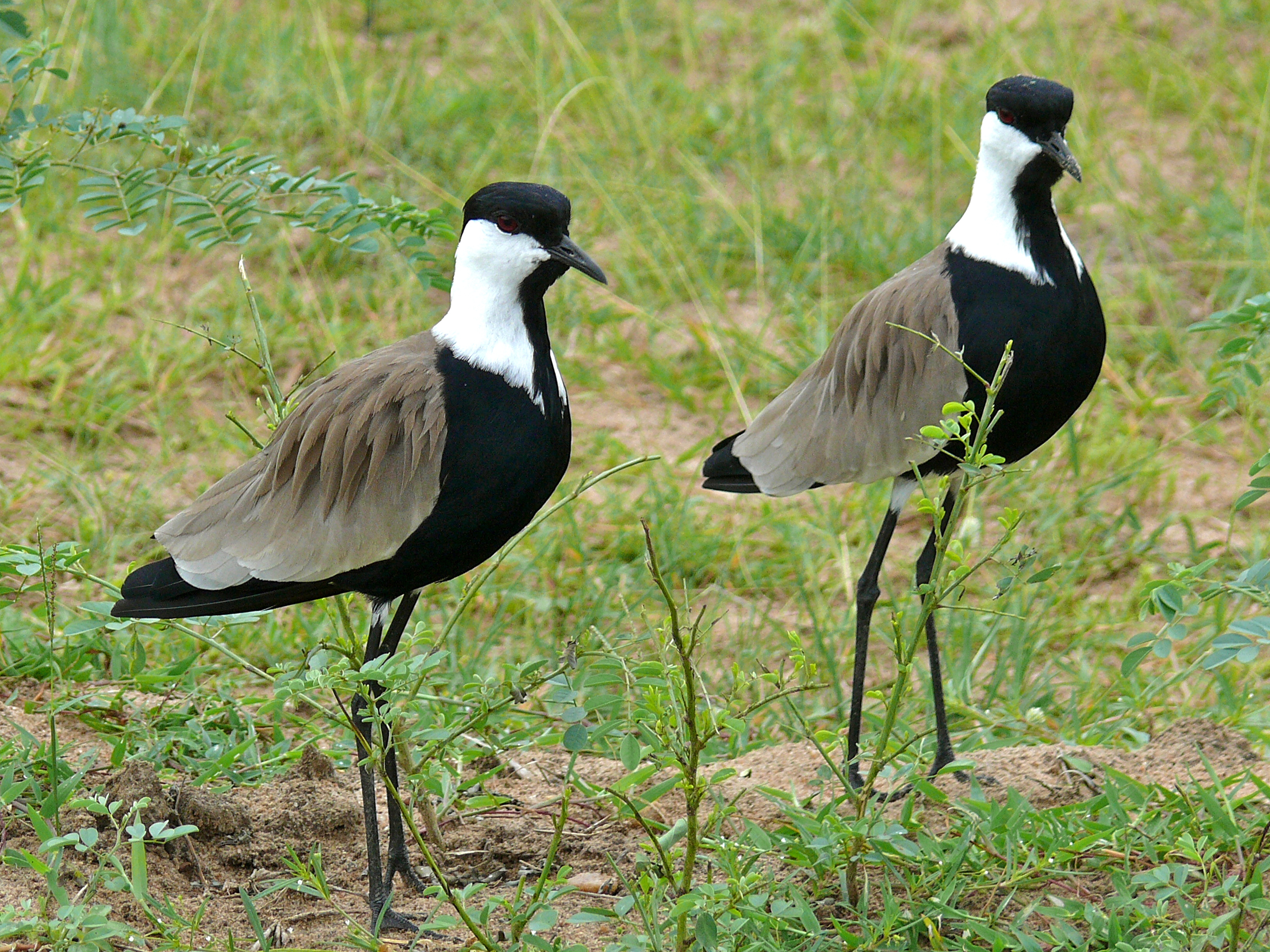
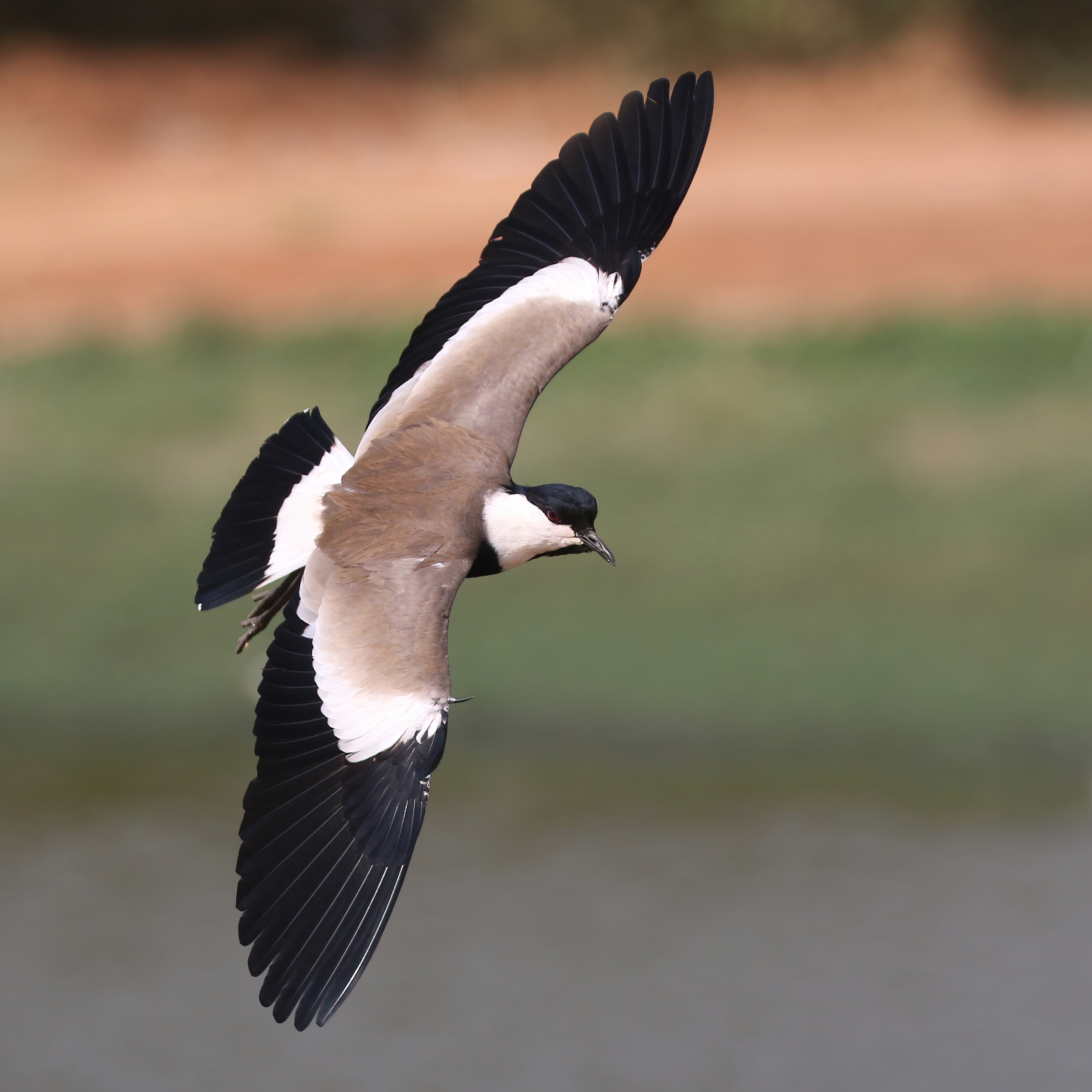
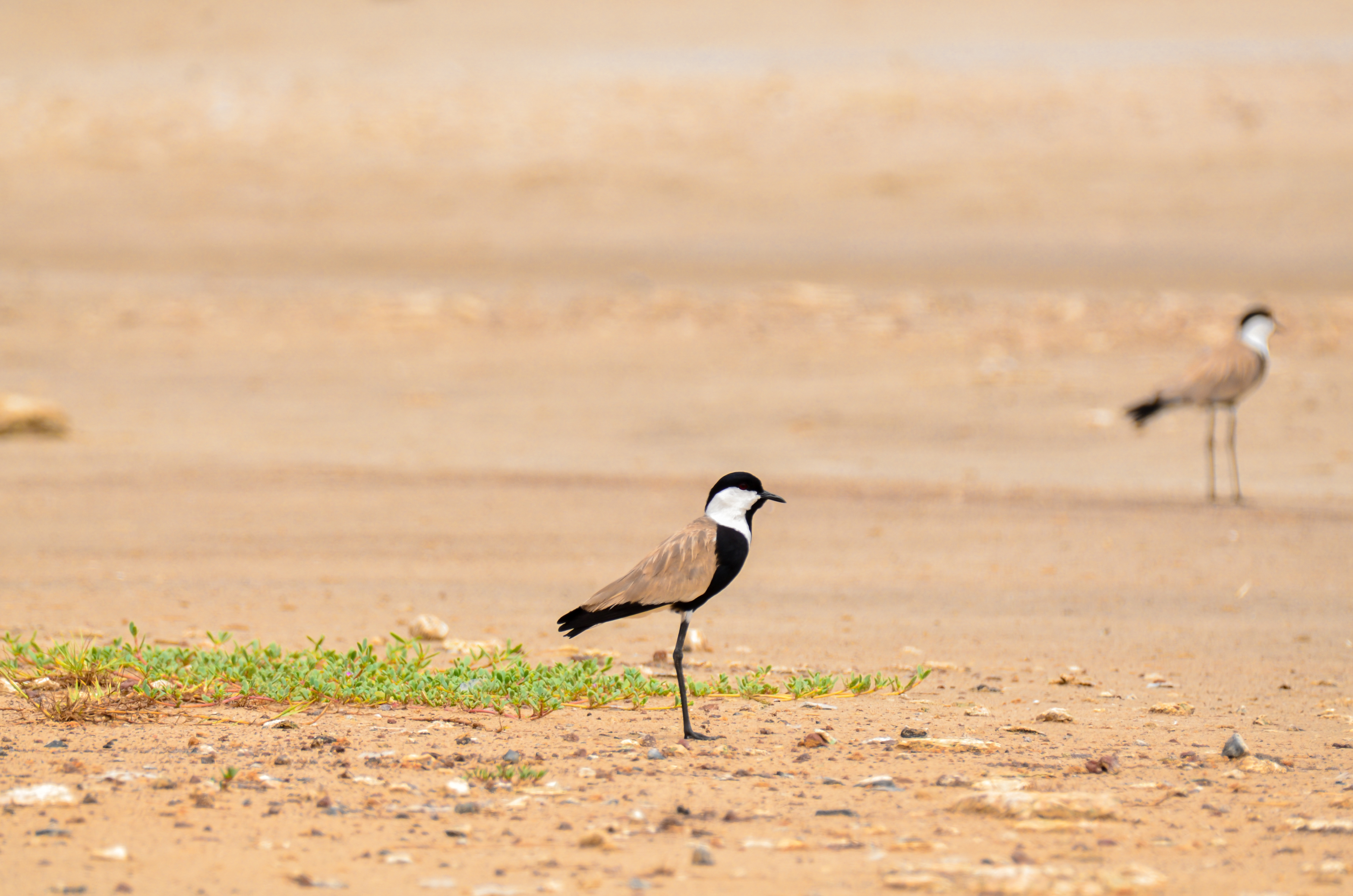

## Distribution et habitat
Son aire s'étend à travers le nord de l'Afrique subsaharienne, la vallée du Nil et de manière plus dissoute au Moyen-Orient et en Turquie (où il est migrateur).
Sa population est en voie de déclin dans son aire boréale, mais il reste abondant en Afrique où l'on peut le voir et l'entendre de par son cri perçant, pratiquement dans toutes les régions humides.
Il vit surtout dans les marais et les étendues d'eau douce peu profondes.

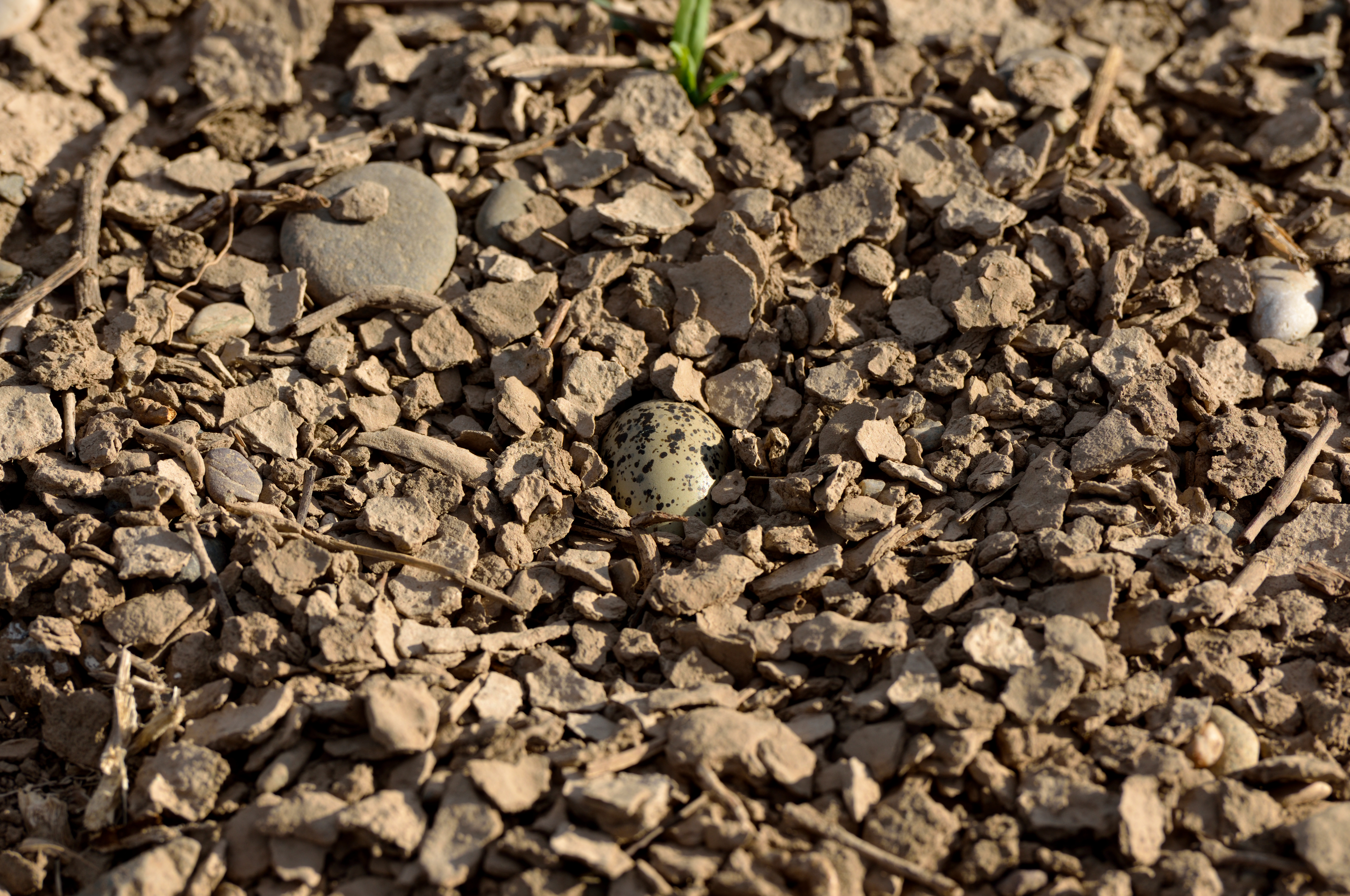
Œuf

## Alimentation
Il se nourrit d'insectes et d'autres petits invertébrés qu'il picore sur le sol ou dans des zones aquatiques peu profondes.

## Reproduction

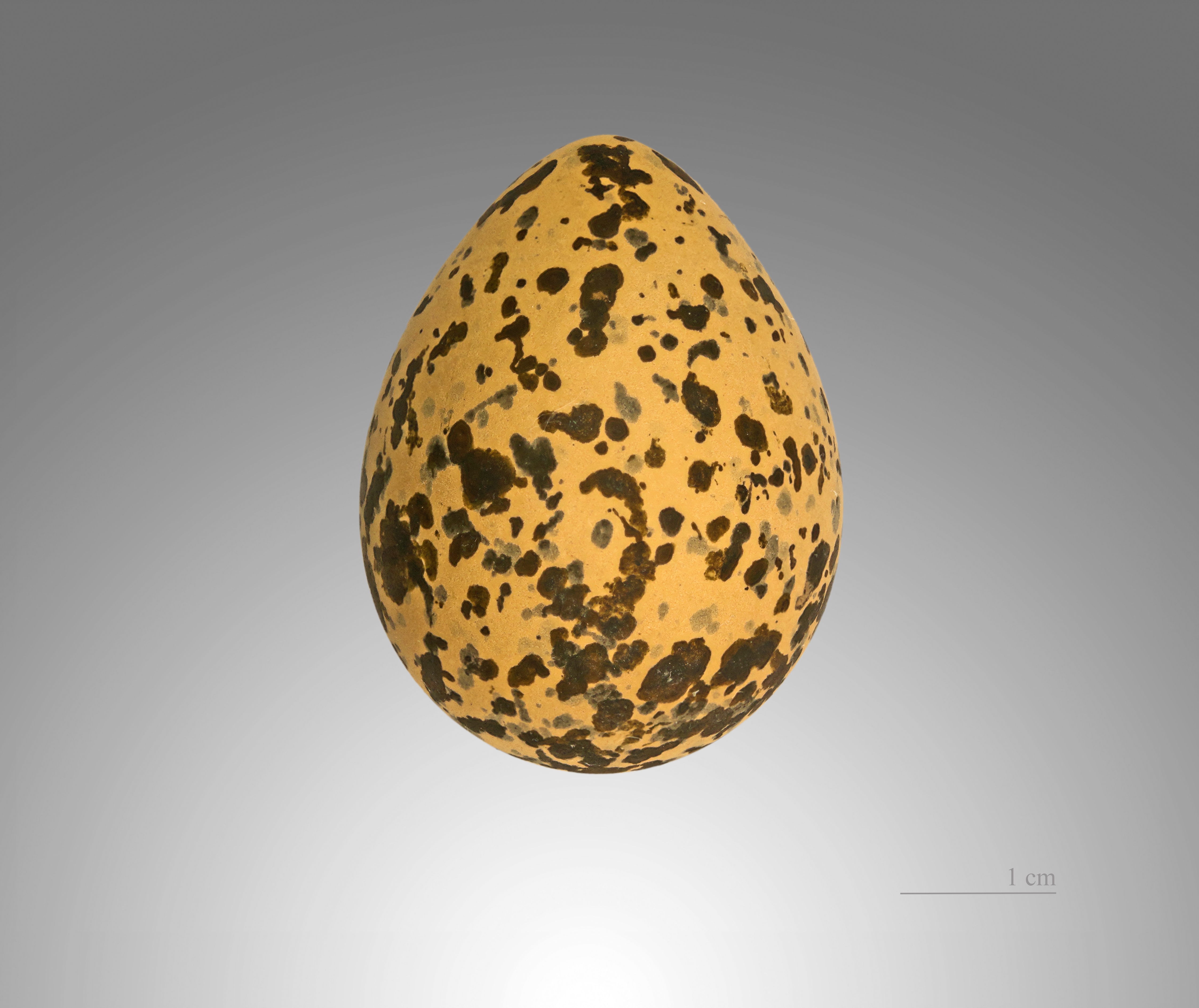
Œuf de vanneau à éperons – Muséum de Toulouse

Il pond deux œufs couverts de taches jaunâtres dans un trou qu'il a fait en grattant le sol.

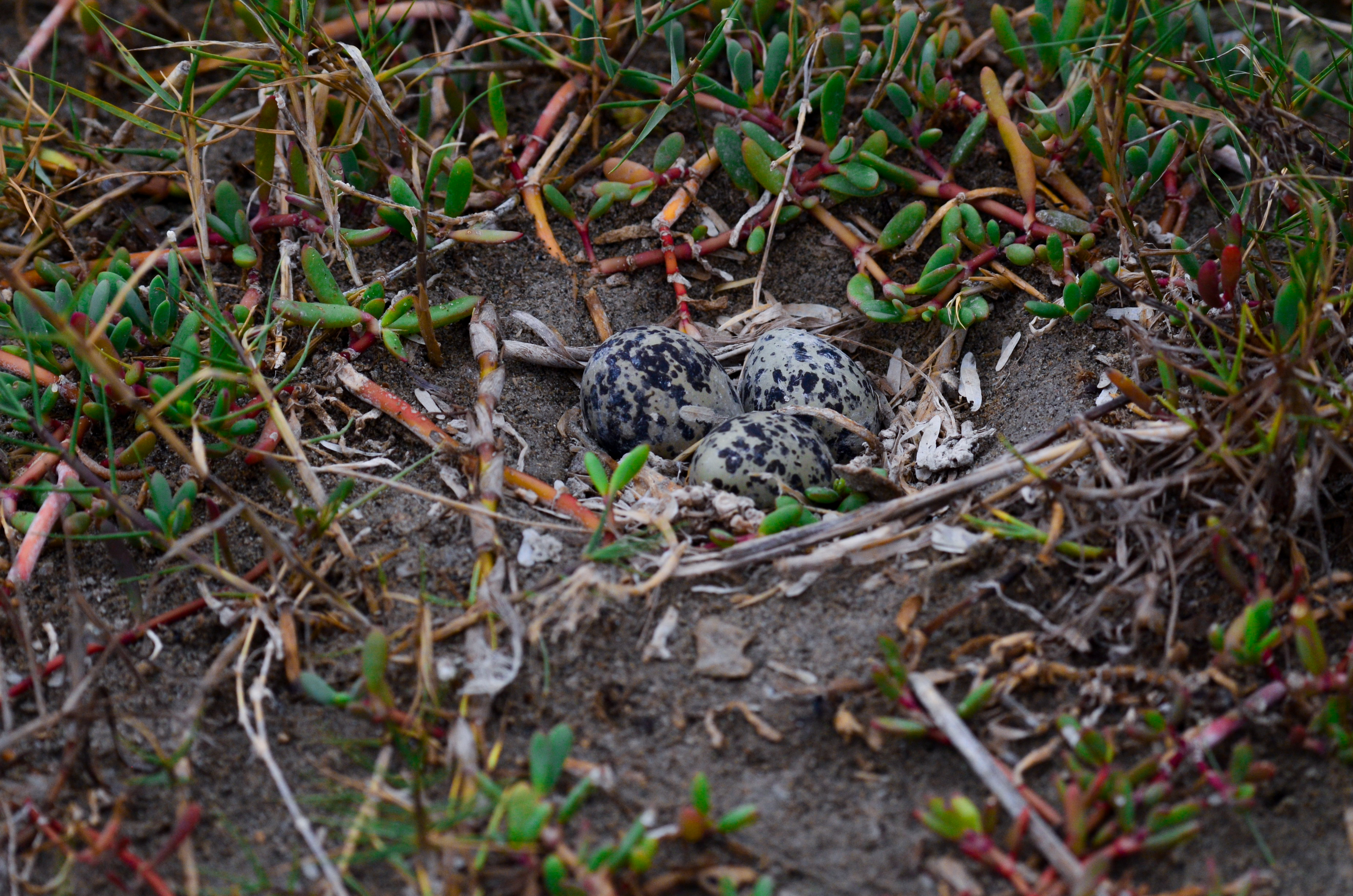
l'oeuf du vanneau à éperons

## Protection
Il est protégé par l'Accord sur la conservation des oiseaux d'eau migrateurs d'Afrique-Eurasie.

## Liste des références citées
1. ↑  Ron Demey et Benoît. Paepegaey, Oiseaux de l'Afrique de l'Ouest (ISBN 978-2-603-02396-9 et 2-603-02396-9, OCLC 944442325, lire en ligne)
2. ↑  Georges Bouet, Oiseaux d'Afrique Tropicale, 1955
3. 1 2  « Vanneau éperonné Vanneau à éperons Vanellus spinosus - Spur-winged Lapwing », sur oiseaux.net (consulté le 2021).